# Västlæstadianism
Västlaestadianism, alternativt de förstfödda, är en strikt konservativ riktning inom laestadianismen. Den gör anspråk på att vara den riktning av laestadianismen som närmast ansluter till Laestadius' bibeltolkning och kännetecknas av pietistiska och asketiska ideal med avståndstagande från världsliga nöjen och alla former av flärd. Förkunnelsen är Luthersk och Luthers skrifter hålls som läromässigt centrala.  Grunden till detta är att man anser att den levande tron bevaras bäst med en enkel livsstil. Den centrala trosföreställningen är tron på försoningen i Jesus Kristus. Denna försoning är kristendomens högsta idé menar Laestadius. I Sverige har västlaestadismen vanligen ställt sig mer kritisk gentemot Svenska kyrkan än östlaestadianerna. 
I Gällivare hålls årliga "julsamlingar" som samlar tusental gudstjänstbesökare. Julsamlingarna har också syftet att diskutera utsändning av predikanter till olika församlingar samt läromässiga och praktiska frågor som kommit upp i det senaste årets församlingsarbete. Pingstsamlingarna i Kiruna är ett annat internationellt årligt evenemang. I Luleå hålls årliga påsksamlingar. Detta är exempel på platser där samlingar hålls i norra Sverige. Det bor bekännare till laestadianismen över hela Sverige, och det finns laestadianer i många andra länder. På de platser där det bor flera laestadianer hålls gudstjänst på söndagarna. Gudstjänst eller bönemöte bland västlæstadianer består av växlande mellan bön, psalmsång och predikan. Som regel är det två predikningar; en uppläsning av en predikan som Læstadius skrivit för den söndagen i kyrkoåret, och en fri predikan som hålls av en av församlingens predikanter. Predikan baseras på en text från Bibeln, med aktuella ämnen och predikan hålls "spontant" baserat på vissheten att det är Gud själv som ger predikanten de ord som de församlande behöver höra. Efter gudstjänsten samlas som regel deltagarna till en gemensam lunch, samtal och sång i närliggande församlingsgård eller motsvarande.  
Beteckningen "laestadianer" var från början pejorativ och användes av utomstående; själva kallar de sig "kristna".
Den västlaestadianska församlingen i svenska Lappmarken fungerar som moderförsamling för samtliga västlaestadianer i världen. Finska, norska och amerikanska västlaestadianer vänder sig till svenska Lappmarken och ber om hjälp och rådgivning i olika frågor och Lappmarkens församling sänder såväl som de andra länderna ut predikanter regelbundet även till utlandet. De svenska predikanterna kallas allmänt för Lappmarkens äldste. Församlingarna i Ofoten och Lofoten i Norge har utsetts av moderförsamlingen att ha ett nationellt ansvar for arbetet i "väst", det vill säga i Norge, Danmark och England.
I Finland har västlaestadianismen mest anhängare i söder. Det finns stora församlingar i Lahtis, Helsingfors, Tammerfors, Joensuu och flera andra orter. Det största årliga evenemanget är midsommarsamlingar i Lahtis. 
Benämningen "västlaestadianer" förekommer framför allt i Sverige; internationellt sett är "de förstfödda" en vanlig benämning, vilken även förekommer i Sverige. Begreppet "de förstfödda" har att göra med "förstföddas församling" som man talar om i Hebr. 12:23. Johan Raattamaa, en av den laestadianska väckelsens förgrundsfigurer, började tala och skriva om "de förstföddas församling" i slutet av 1800-talet. I väckelsen förekom det även en mer öppen församlingssyn som kom att lägga grund för östlaestadianismen.
Västlaestadianerna har under 2000-talet alltmer dragit sig ifrån Svenska kyrkan som man anser vara sekulariserad, och man har numera konfirmation, nattvard och dop i egen regi
Kvinnorna bär färgneutrala kläder; huvudduk och kjol under gudstjänsten, men även till vardags. Kvinnorna brukar ha långt uppsatt hår och klädseln är enkel. Männen bär inte slips, har kort hår och vanligen inte skägg. Inom rörelsen avstår man från TV, film, musik, teater, bio, dans och alkohol. Hemmen brukar hållas enkla, en vanlig fördom att laestadianer inte har gardiner eller krukväxter, men det förekommer. Blommor brukar undvikas vid begravning eller som kondoleans.
Det finns inga medlemsböcker i församlingen. Besökandet av gudstjänster är öppet.

## Utbredning

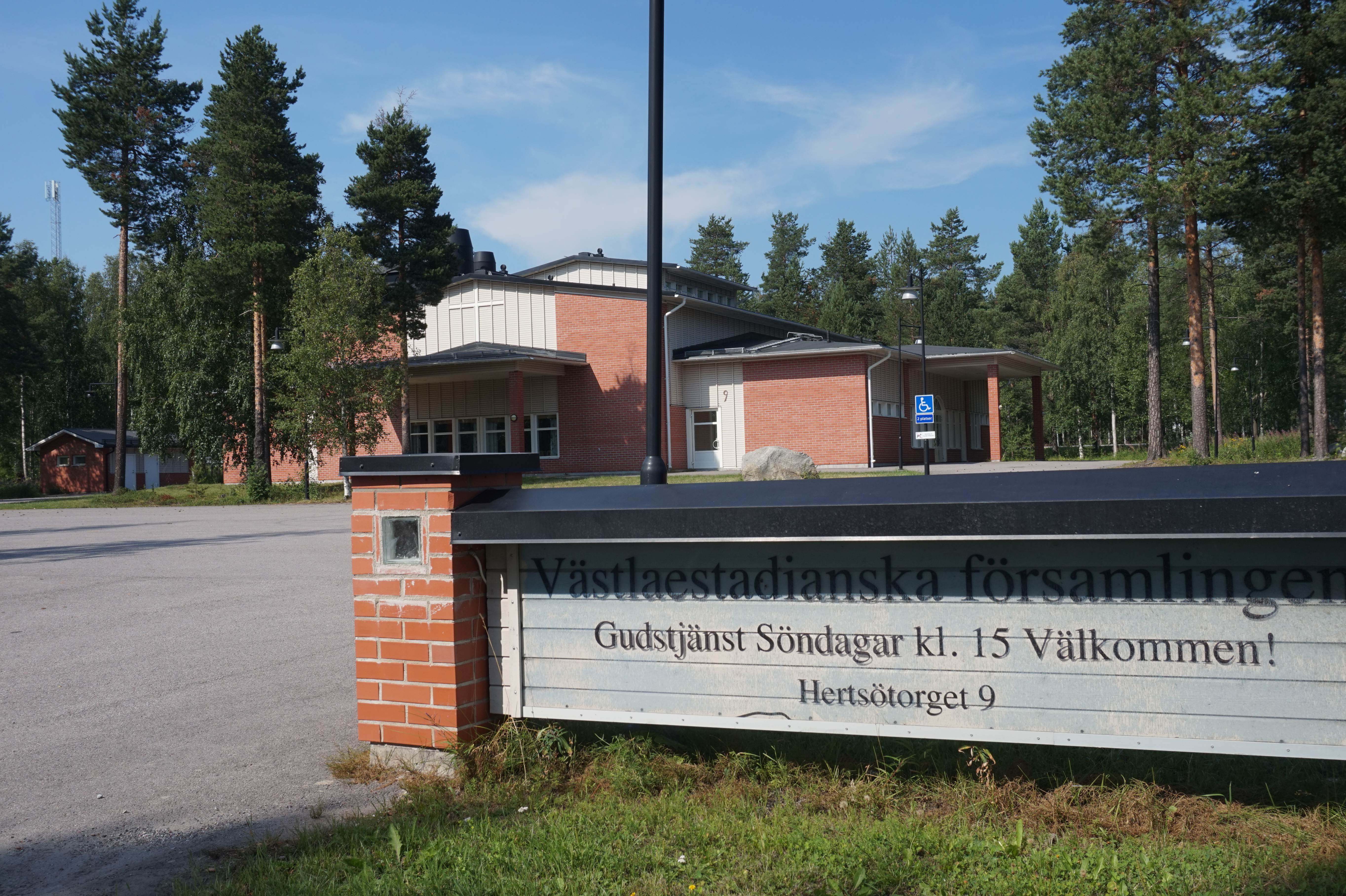
Västlaestadianska bönhuset i Luleå

Västlaestadianerna har egna bönhus bland annat i Gällivare, Kiruna, Luleå, Dokkas och Knivsta. De har också gudstjänstverksamhet i Stockholm, Uppsala, Örebro, Alingsås, Kalix, Boden, Jokkmokk, Piteå samt ett flertal mindre orter i Norrbotten.
Västlaestadianerna har stora församlingar även i Norge, Finland (främst i söder, t.ex. Lahtis), USA och Kanada. I Nordamerika är västlaestadianismen den största laestadianska rörelsen och där är de etablerade under namnet The Old Apostolic Lutheran Church. Verksamhet förekommer även i andra länder som Belgien, Danmark, Estland, Lettland, Ryssland, Storbritannien och Tyskland.
Rörelsen växer både i Sverige och på andra håll. Särskilt på USA:s västkust har det byggts många bönhus.
Midsommarsamlingar i Lahtis är det största årliga evenemanget inom den västlaestadianska väckelsen i Finland. De hålls i det västlaestadianska bönhuset i stadsdelen Laune och varar från midsommarafton till följande måndag. Det brukar samlas flera tusen åhörare till dessa samlingar, främst från Finland, men även från andra länder, som Sverige, Norge, USA, Kanada, Lettland och Ryssland. Programmet består av predikningar, psalmsång och gemensamma måltider. 
De första midsommarsamlingarna arrangerades i Padasjoki 1918. Följande år var det Lahtis som stod i turen och sedan 1923 har midsommarsamlingarna alltid hållits i Lahtis.